# WE ARE YOUR FRIENDS ウィー・アー・ユア・フレンズ
『WE ARE YOUR FRIENDS ウィー・アー・ユア・フレンズ』（原題: We are Your Friends）は、2015年に公開されたアメリカ合衆国の映画。日本での劇場公開は2016年6月24日。

## 概要
EDM（エレクトロ・ダンス・ミュージック）を題材にした青春映画である。
題名は、フランスのエレクトロニックユニットのジャスティスの楽曲『WE Are Your Friends』から。

## キャスト
※括弧内は日本語吹替
- コール - ザック・エフロン（森田成一）
- ソフィー - エミリー・ラタコウスキー（志田有彩）
- オーリー - シャイロ・フェルナンデス（小松史法）
- スクワレル - アレックス・シェイファー（英語版）（松本健太）
- メイソン - ジョニー・ウェストン（英語版）（勝杏里）
- ジェームズ・リード - ウェス・ベントリー（神奈延年）
- パーティーに来ていた男性 - アレッソ
- フェスDJ - ニッキー・ロメロ
- クラブ“Social”のDJ - ディロン・フランシス

## スタッフ
- 監督 - マックス・ジョゼフ（英語版）
- 原案 - リチャード・シルヴァーマン
- 脚本 - マックス・ジョセフ、メーガン・オッペンハイマー
- 撮影 - ブレット・ポウラク
- 編集 - テレル・ギブソン
- 音楽監修 - ランドール・ポスター

## 製作
製作には、アレッソやニッキー・ロメロ、ディロン・フランシスらの実際のDJが携わり、カメオ出演もしている。

## 批評
映画批評集積サイトのRotten Tomatoesでは、126件のレビュー中40%が本作を支持し、平均点は5/10となった,。

## 映像ソフト
2017年1月6日にDVD、Blu-ray Discが発売された。